# Alophophion larseni
Alophophion larseni là một loài tò vò trong họ Ichneumonidae.